# Терцдецимаккорд
Терцдецимаккорд — аккорд, состоящий из семи звуков, в котором верхняя (седьмая) нота отстоит от основного тона на терцдециму, а шестая — на ундециму. В этом аккорде часто выпускается сильно диссонирующая терция.
Построенный от доминанты терцдецимаккорд, состоящий из нонаккорда с двумя прибавленными сверху терциями, разрешается в тоническое трезвучие, причём ноты терцдецимы и ундецимы остаются на месте. Большой терцдецимаккорд с большой терцдецимой и большой ноной разрешается в тоническое мажорное трезвучие, малый (с малыми терцдецимой и ноной) — в минорное трезвучие.